# ادوارد برنارد رازینسکی
ادوارد برنارد رازینسکی (انگلیسی: Edward Bernard Raczyński; زاده ۱۹ دسامبر ۱۸۹۱ – درگذشته ۳۰ ژوئیهٔ ۱۹۹۳) سیاست‌مدار اهل لهستان بود. وی از ۸ آوریل ۱۹۷۹ تا ۸ آوریل ۱۹۸۶ رئیس‌جمهور دولت در تبعید لهستان بود. او در ۳۰ ژوئیه ۱۹۹۳، در سن ۱۰۱ سالگی بر اثر ایست قلبی درگذشت.
وی همچنین برندهٔ جوایزی همچون نشان عقاب سپید شده‌است.